# Kleine vijverloper
De kleine vijverloper (Hydrometra gracilenta) is een wants uit de familie van de Hydrometridae (waterlopers). De soort werd het eerst wetenschappelijk beschreven door Géza Horváth in 1899.

## Uiterlijk
De zeer slanke, langwerpige wants is meestal zeer kortvleugelig (micropteer) maar kan ook regelmatig in langvleugelige vorm aangetroffen worden en kan 7 tot 9 mm lang worden. De wants is geheel bruin van kleur en heeft opvallend lange pootjes en antennes. De kleine vijverloper lijkt sterk op de gewone vijverloper (Hydrometra stagnorum), die is echter groter, zwart gekleurd en heeft een kop die voor de ogen in het midden twee keer zo lang is als achter de ogen.

## Leefwijze
De wants overwintert als volwassen dier, de volwassen wantsen kunnen het hele jaar door gevonden worden en er zijn in Nederland waarschijnlijk twee generaties per jaar. De nimfen kunnen van mei tot september gevonden worden met een piek in juli. Deze lange periode wijst op een tweede generatie. De soort heeft een voorkeur voor oevers van vennen, sloten, drinkpoelen en kanalen met rijkelijke oevervegetatie. Ze worden niet gevonden in het kustgebied en niet in brak of snelstromend water.

## Leefgebied
De soort is in Nederland vrij algemeen. Het verspreidingsgebied loopt van Europa (met uitzondering van het Middellandse Zeegebied) tot in Siberië in Azië.